# Sara Winberg
Sara Maria Winberg, född 15 januari 2004, är en svensk stavhoppare. Winberg vann guld i stavhopp under Junioreuropamästerskapen i friidrott 2023 med ett hopp på 4,25 meter.